# Irina Nekrasova
Irina Sergejevna Nekrasova (kazakiska: Ирина Сергеевна Некрасова), född 1 mars 1988 i Vladimirovka i Qostanaj i Sovjetunionen, är en kazakisk tyngdlyftare som tävlar i 63-kilosklassen. Hon vann en silvermedalj i olympiska sommarspelen 2008 i Peking.